# Amfreville-sous-les-Monts
Amfreville-sous-les-Monts is een gemeente in het Franse departement Eure (regio Normandië). De gemeente telt 471 inwoners (1999). De plaats maakt deel uit van het arrondissement Les Andelys.

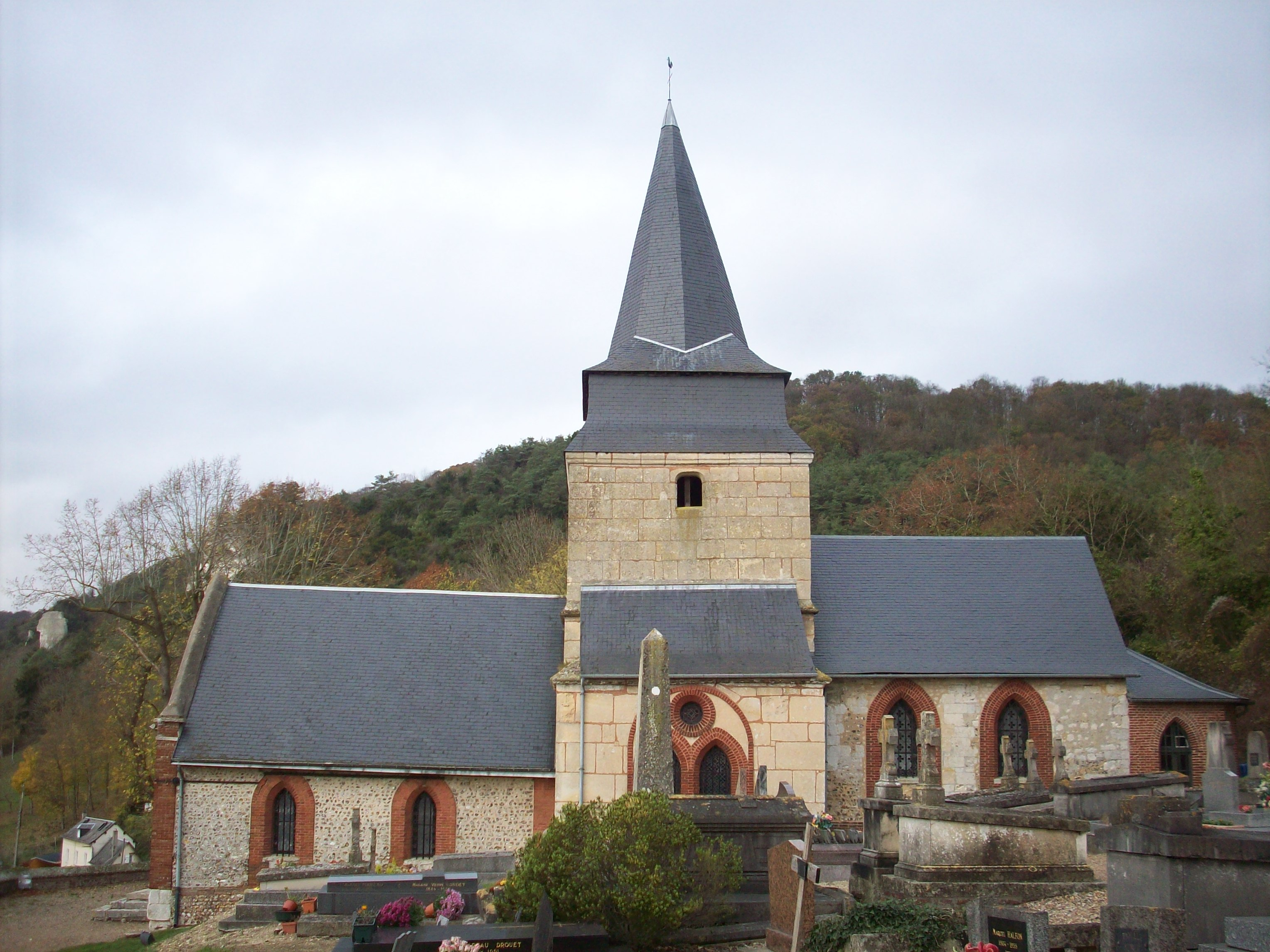
Église Saint-Michel

## Geschiedenis
Oude vermeldingen van de plaats gaan terug tot begin 13de eeuw als Anfredi villa en Anfreivilla subter monte. De 18de-eeuwse Cassinikaart toont hier de plaats Anfreville sous les Monts.
Op het eind van het ancien régime eind van de 18de eeuw, toen de gemeenten werden gecreëerd, werd Amfreville-sous-les-Monts een gemeente. 
In 1854 werd buurgemeente Senneville aangehecht, met uitzonderlijk van het gehucht Orgeville, dat bij Flipou werd gevoegd.

## Geografie
De oppervlakte van Amfreville-sous-les-Monts bedraagt 7,5 km², de bevolkingsdichtheid is 62,8 inwoners per km². De gemeente ligt aan de Seine.
In het zuiden van de gemeente ligt het dorp Senneville. Ten zuidoosten van het dorpscentrum ligt het gehucht Le Plessis. In het noorden van de gemeente ligt Le Val Pitant.
De onderstaande kaart toont de ligging van Amfreville-sous-les-Monts met de belangrijkste infrastructuur en aangrenzende gemeenten.

## Bezienswaardigheden
- De Église Saint-Michel

## Demografie
Onderstaande figuur toont het verloop van het inwonertal (bron: INSEE-tellingen).